# Chimila
El chimila o ette taara ('llengua de la gent') és una llengua de la família lingüística txibtxa, parlada pels chimiles (ette ennaka), que viu a Colòmbia, congregat al resguardo chimila, integrat per les àrees d'Issa Oristunna (Tierra de la Nueva Esperanza) i Ette Buteriya (Pensament Propi), a Sabanas de San Ángel, departamento del Magdalena; Naara Kajmanta (Mare Nostra), al corregiment de Gaira, Santa Marta, Magdalena; i Itti Takke (Nova Terra), municipi d'El Copey, departament de Cesar. El nom del departament Cesar prové del chimila Chet-tzar o Zazare ("aigües tranquil·les").
María Trillos Amaya (1995, 1997) relata com fou una grata sorpresa per als lingüistes trobar a Issa Oristunna, que els chimila encara parleven llur idioma, ja que anteriorment temien fer-ho en públic a causa de la violència que els hisendats desencadenaven contra el que identificaven com a restes de l'indígena. Actualment la comunitat avança programes d'etnoeducació i els nens són educats també en la seva pròpia llengua.

## Classificació
El chimila és una llengua divergent del grup magdalènic de la família txibtxa, que constitueix un grup independent de les veïnes llengües arhuaques, també de la família txibtxa P. Rivet i Č. Loukotka consideraren que el chimila havia d'estar emparentat amb les llengües malibú (malibú, mocana) juntament amb les que formaria una branca del txibtxa. No obstant això, el parentiu amb les llengües malibú no pot afirmar-se a causa de l'escassetat de dades sobre aquestes llengües. Per aquesta raó altres autors com Adolfo Constenla Umaña consideren simplement que constitueix una branca independent del grup magdalènic, com el barí.

## Fonologia
L'ette taara té cinc vocals orals (a, e, i, o, u), que es registren breus, llargues, aspirades i glotalitzades:
|         | Anterior   | Central    | Posterior  |
| ------- | ---------- | ---------- | ---------- |
| Tancada | i iˑ iʰ iʔ |            | u uˑ uʰ uʔ |
| Mitjana | e eˑ eʰ eʔ |            | o oˑ oʰ oʔ |
| Oberta  |            | a aˑ aʰ aʔ |            |

L'inventari de consonants vé donat per:
|                        |                 | labial | alveolar | palatal | velar | Labio- velar |
| ---------------------- | --------------- | ------ | -------- | ------- | ----- | ------------ |
| obstruents no contínua | sorda           | p      | t        | ʧ       | k     | kʷ           |
| obstruents no contínua | sonora          |        |          | ʤ       | ɡ     | ɡʷ           |
| obstruents no contínua | prenasalitzades | mb     | nd       | ɲɟ      | ŋɡ    | ŋɡʷ          |
| nasals                 | nasals          | m      | n        | ɲ       | ŋ     | ŋʷ           |
| fricativa              | fricativa       |        | s        |         | x     |              |
| sonants                | sonants         |        | l, ˀr    |         | w     |              |

Són 19 consonants. En síl·laba post-accentual, les consonants laxes es converteixen en tenses (excepte les fricatives velars).
A més el chimila és una llengua tonal. Les paraules monosíl·labes que acaben en vocal tenen contrast de to: 
tó 'maraca' (to ascendent)
tò 'corazón' (to descedent)
Les paraules polisíl·labes porten un to sil·làbic en el qual el to està condicionat parcialment per la naturalesa de la síl·laba següent (davant geminada o r el to és descendent, i davant les obstruents no geminades hi ha to ascendent).